# Sten-Sture Ankarcrona
Sten-Sture Ankarcrona, född den 16 december 1906 i Stockholm, död den 11 augusti 1971 i Gävle, var en svensk militär. Han var son till Hugo Ankarcrona.
Ankarcrona blev fänrik vid Bodens artilleriregemente 1928, löjtnant där 1932, kapten där 1939, major där 1946 och överstelöjtnant där 1951. Han genomgick Artilleri- och ingenjörhögskolans högre kurs 1932–1934 och var lärare vid Krigsskolan 1943–1945 och vid Krigshögskolan 1945–1949. Ankarcrona befordrades till överste 1957 och var befälhavare i Gävle försvarsområde 1957–1970. Han blev riddare av Svärdsorden 1947 och av Vasaorden 1949, kommendör av Svärdsorden 1963 samt kommendör av första klassen av samma orden 1968.